# Banque CIC Ouest
Pour les articles homonymes, voir BRO.
La banque Crédit industriel et commercial Ouest (CIC Ouest), anciennement connue sous le terme CIC Banque CIO-BRO, est une banque française qui fait actuellement partie du Crédit industriel et commercial (CIC). Elle est issue de la fusion en 1957 du Crédit Nantais (créé en 1912) et du Crédit de l'Ouest d'Angers (créé en 1913), puis de la fusion en décembre 2006 du Crédit Industriel de l'Ouest (CIO) et de la Banque régionale de l'Ouest (BRO) de Blois.

## Historique

### Le Crédit nantais

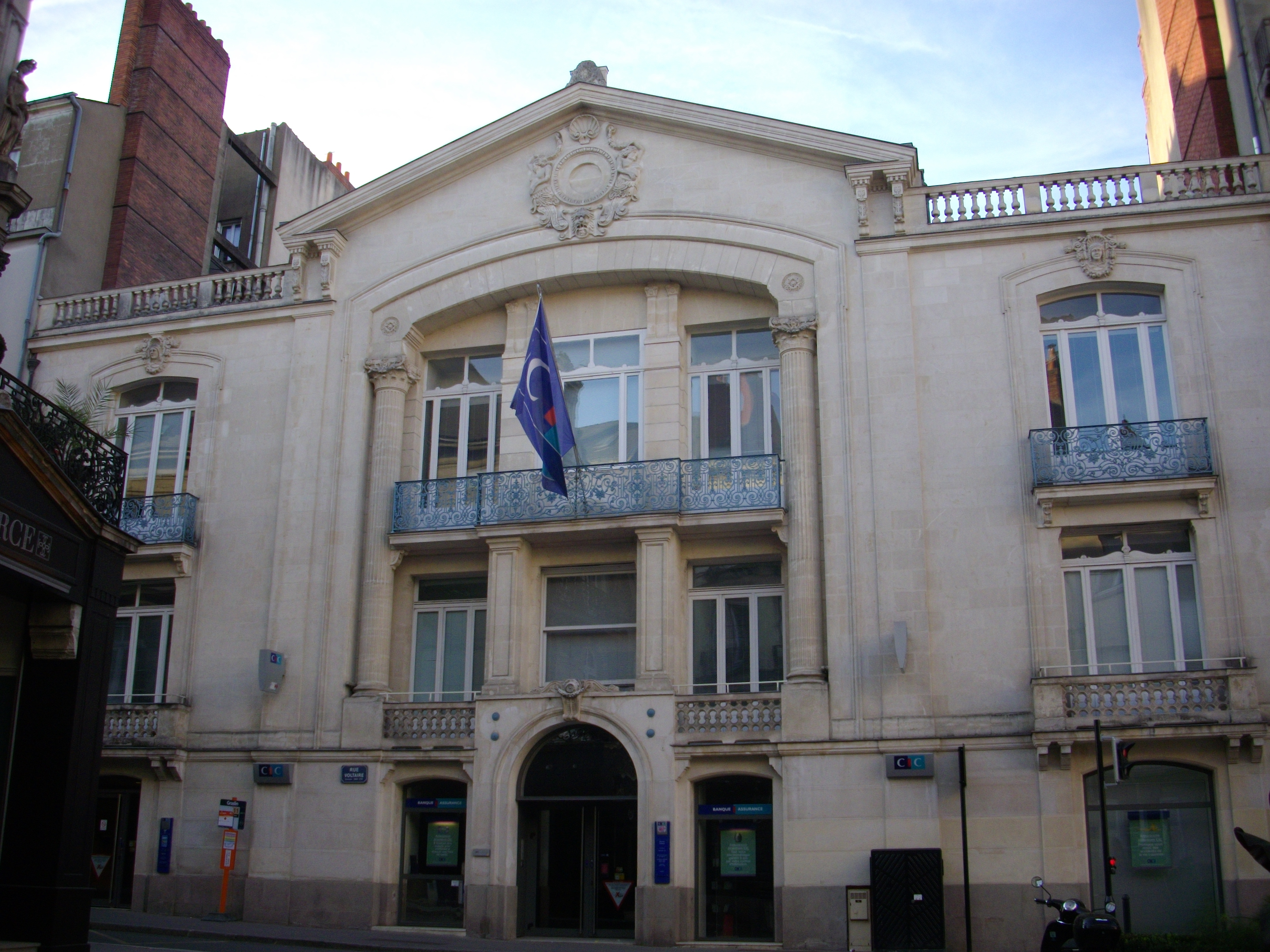
Ancien siège social du Crédit nantais au no 4 de la rue Voltaire à Nantes.

Le Crédit nantais est créé en 1912 par quelques industriels nantais, qui lui apportèrent le fonds de commerce de la Banque Rousselot (fondée en 1848), avec un capital initial de cinq millions de francs. Son siège social est installé au no 17 de la rue La Fayette à Nantes.
Le premier conseil d'administration est constitué de Jean Babin-Chevaye (président), d'Arthur Benoît (vice-président), de Paul Rousselot (administrateur-directeur), Paul Couillaud (administrateur-directeur), de Georges Ganuchaud, de Charles Simon, de Joseph Alavoine, d'Eugène Guillet de la Brosse, de Gaston Thubé, d'Arthur Espivent de La Villesboisnet et de Georges Lory.
Le Crédit nantais ouvre rapidement deux succursales à Quimper et à Brest, ainsi que des bureaux à Concarneau, Douarnenez et Pont-l’Abbé.
Dès les années 1920, le CIC prend une participation dans le capital du Crédit nantais, dans le cadre d'une politique de présence en province.
En 1926, le Crédit nantais installe son siège social au no 4 de la rue Voltaire, qui devient de 1926 à 2019 une agence du CIC.
Le Crédit nantais entreprend à cette même époque une politique d'absorption de banques locales : Pierre & Cie (Morlaix), la Banque du Morbihan (Vannes), Ernoul de La Provôté Père & Fils (Châteaubriant). Le réseau s’organise alors en sept succursales, treize agences, onze bureaux permanents et treize périodiques.
La crise de 1929 fragilise la situation de la banque.
Après la fin de la Seconde Guerre mondiale, le Crédit nantais prend part de manière active au financement de la reconstruction. À cette fin, le capital est passé à deux cents millions de francs en 1948.
En 1957, le Crédit nantais fusionne avec le Crédit de l'Ouest pour former le Crédit industriel de l’Ouest.

### Le Crédit de l'Ouest
Le Crédit de l'Ouest est fondé en 1913 avec un capital initial de cinq millions de francs. Georges Fortin en est le premier président.
Dès les années 1920, le CIC prend aussi une participation dans le capital du Crédit de l'Ouest.
Le Crédit de l'Ouest absorba de nombreuses banques locales : A. Ragetly (Segré), A. Guillouët (Saint-Nazaire), Vve Fourchault-Hacque (Châtillon-sur-Indre), M. Mounier & Cie (Fontenay-le-Comte), Rondenet-Moulin (Luçon), Guiller Père & Fils (Château-Gontier), E. Amédée & Cie (Fontenay-le-Comte), Dalmont, Connoué & Cie (Saintes et Saujon), De Bercegol Gilbert (Angoulême), J. Belliard & Saussereau (Chemillé), Luneau, Roy & Cie (Châteauneuf-sur-Charente), Banque Creuzé, Rabeau & Cie (Châtellerault), Banque Bonnet Frères (Parthenay), Banque Loyer (Laval), Broucker & Cie (Angers), Bordier Fils, Massonneau & Cie (Angers), etc.
Le réseau était constitué de dix succursales, soixante-cinq agences et cent soixante-dix-neuf bureaux périodiques en 1932.
En 1957, le Crédit de l'Ouest fusionne avec le Crédit nantais pour former le Crédit industriel de l’Ouest.

### La Banque régionale de l'Ouest
La Banque régionale de l'Ouest (BRO) est fondée à Alençon en 1913 par le baron Xavier Reille.
En 1917, elle est reprise par Joseph Dupleix. Son siège social est alors transféré à Blois.
Elle a eu a une certaine époque, en 1997, à faire face à des échéances difficiles, et a eu un bilan déficitaire deux années de suite.
Elle prend le nom de CIC Banque BRO en 2004.
Elle fusionne avec le CIO pour former CIC Banque CIO-BRO en 2006.
La BRO, dont le siège social est à Blois, dispose de 3000 correspondants dans le monde et de 40 bureaux de représentation.

### Le Crédit industriel de l'Ouest
Le Crédit industriel de l'Ouest (CIO) résulte de la fusion en 1957 du Crédit nantais et du Crédit de l'Ouest, avec un capital de huit cents millions de francs.
Le premier président est Jacques Georges-Picot et le premier directeur général Eugène Rohmer.
Le CIO avait son siège social à Nantes (quartier Champ de Mars, actuellement occupé par le CIC Ouest) et était présente dans seize départements du quart nord-ouest de la France, avec un réseau de 250 agences.
Elle fusionne avec la Banque Goüin de Tours en 1958.
La Société financière Voltaire, filiale du CIO, est constituée au capital de deux millions de francs. Elle était spécialisée dans les interventions de haut de bilan.
Le CIO est nationalisé en 1982, Patrick Thuillier en est nommé président directeur.
En 2006, le CIO absorbe la Banque régionale de l'Ouest (BRO), formant ainsi le CIC Banque CIO-BRO.

## Initiative culturelle

### Prix du roman historique
Dans le cadre des Rendez-vous de l’histoire, le CIO parraine, depuis sa création, le prix qui récompense chaque année l’auteur d’un roman historique destiné aux adultes :
- 2020 : Dai Sijie, Les Caves du Potala, Éditions Gallimard, 2020
- 2019 : Xavier-Marie Bonnot, Le Tombeau d'Apollinaire, Éditions Belfond, 2019
- 2018 : Michel Bernard, Le Bon Cœur, Éditions de La Table Ronde, 2018
- 2017 : Stéphane Audeguy, Histoire du Lion Personne, Seuil, 2016
- 2016 : Amélie de Bourbon Parme, Le Secret de l’empereur, Gallimard, 2015
- 2015 : Marie-Laure de Cazotte, A l’ombre des vainqueurs, Albin Michel, 2014
- 2014 : Dominique Fernandez, On a sauvé le monde, Grasset, 2014
- 2013 : Claude Pujade-Renaud, Dans l'ombre de la lumière, Actes Sud, 2013
- 2012 : Jean-Christophe Rufin, Le Grand Cœur, Gallimard, 2012
- 2011 : Marc Dugain, L’insomnie des étoiles, Gallimard, 2011
- 2010 : Mohammed Aïssaoui, L’affaire de l’esclave Furcy, Gallimard, 2010
- 2009 : Jean-Marie Laclavetine, Nous voilà, Gallimard, 2009
- 2008 : Diane Meur, Les vivants et les ombres, Sabine Wespieser, 2007
- 2007 : François Sureau, L’obéissance, Gallimard, 2007
- 2006 : Eunice Richards-Pillot, Les terres noyées, Ibis Rouge Editions, 2006
- 2005 : Christian Goudineau, L’enquête de Lucius Valerius Priscus, Actes Sud/Errance, 2004
- 2004 : Ève Ruggieri, Le rêve de Zamor, Plon, octobre 2003
- 2003 : Pierre Moustiers, Le dernier mot d’un roi, Albin Michel, avril 2003
- 2002 : Olivier Bleys, Le fantôme de la tour Eiffel, Gallimard, 2002
- 2001 : David Haziot, Le vin de la liberté, Robert Laffont, 2000
- 2000 : Éric Deschodt et Jean-Claude Lattès, Le seul amant, Seuil, 2000
- 1999 : Jacques Baudouin, Le Mandarin blanc, Lattes, 1999
- 1998 : Gérard de Cortanze, Les vice-rois, Actes Sud, 1998

## Sources
- Nicolas Stoskopf, Dictionnaire historique des banques du groupe CIC, 2009
- Rémy Handourtzel, CIO, 150 ans au service du grand Ouest, Nantes, 1991
- Crédit de l’Ouest, centenaire du siège social d’Angers, 1850-1950, 1951